# Crotalaria ivantalensis
Crotalaria ivantalensis är en ärtväxtart som beskrevs av John Gilbert Baker. Crotalaria ivantalensis ingår i släktet sunnhampor, och familjen ärtväxter. Inga underarter finns listade i Catalogue of Life.